# The Ones Within
The Ones Within (litt. « Ceux à l'intérieur »), connue au Japon sous le nom de Naka no Hito Genome [Jikkyōchū] (ナカノヒトゲノム【実況中】, Naka no Hito Genomu [Jikkyōchū], litt. « Naka no Hito Genome [en direct] »), est une série de manga écrite et dessinée par Osora. L'histoire suit celle de 8 charismatiques streamers adolescents coincés dans un autre monde qui doivent compléter des jeux mortels et atteindre les 100 millions de vues afin de survivre. Le manga est actuellement prépubliée dans le webzine Gene pixiv du service pixiv Comic depuis octobre 2014.
Une adaptation en une série télévisée d'animation par le studio SILVER LINK. est diffusée pour la première fois au Japon entre le 7 juillet et le 22 septembre 2019,.

## Synopsis
Une série d'étranges disparitions ont eu lieu dans tout le Japon et, malgré les efforts de la police, aucune piste n'a été trouvée, mis à part le fait que toutes les victimes étaient des adolescents. Akatsuki Iride est un streamer de jeux vidéo qui s'est fait connaître pour ses Let's Play naturels et a terminé le mystérieux jeu gratuit « The Ones Within, Genome » (ナカノヒトゲノム, Naka no Hito Genome) dans sa dernière vidéo. Quelques instant plus tard, Akatsuki se réveille et se rend compte qu'il s'est retrouvé dans le monde de ce jeu avec 7 autres streamers. Les huit adolescents sont accueillis dans ce qu'on appelle la 13e Avenue (13番街, 13-ban machi), dirigés par un homme étrange portant un masque d'alpaga qui se nomme « Paka », et sont informés de leur tâche : travailler ensemble pour achever les étapes du jeu et récupérer le « chromosome », une marque d'accomplissement semblable à une carte-clé, pour atteindre plus de 100 millions de vues dans ce livestream où la mort et des blessures peuvent survenir. La résistance n'est pas tolérée ; ceux qui le font sont emprisonnés dans ce qu'on appelle la « Salle blanche » et doivent attendre seuls dans leurs cellules que le reste de l'Avenue termine le jeu. C'est ainsi que commence leur tentative de terminer ce jeu, mais ce qui les attend ne sont pas seulement des obstacles dangereux, car chaque membre a un passé caché et de sombres secrets...

## Personnages
Akatsuki Iride (入出 アカツキ, Iride Akatsuki)
Voix japonaise : Daiki Yamashita,
Un let's player amical et optimiste spécialisé dans les escape game, Akatsuki veut désamorcer les situations par la conversation pacifique plutôt que par la violence. Il a déclaré qu'il n'avait jamais rompu une promesse de sa vie et qu'il était rarement en colère. Au début du manga, deux de ses camarades de classe ont déclaré qu'il n'avait aucun ennemi car il pouvait s'entendre avec n'importe qui. Il se serait lié d'amitié avec un cambrioleur qui avait tenté de voler sa maison et l'avait réformé.
Karin Sarayashiki (更屋敷 カリン, Sarayashiki Karin)
Voix japonaise : Akari Kitō (ja),
Une streameuse populaire de jeux d'horreur. Bien qu'elle agisse initialement de manière agressive, elle a facilement peur et admet même que, même si elle aime les jeux d'horreur, elle ne veut pas réellement participer elle-même à un jeu d'horreur. Son pseudonyme est la « princesse maudite ».
Kaikoku Onigasaki (鬼ヶ崎 カイコク, Onigasaki Kaikoku)
Voix japonaise : Takuya Satō (ja),.
Un joueur de jeux japonais et sur le thème de l'époque Sengoku. Il est normalement décontracté et calme mais peut prendre des mesures chaque fois que cela est nécessaire.
Anya Kudō (駆堂 アンヤ, Kudō Anya)
Voix japonaise : Tasuku Hatanaka (ja),
Un joueur de jeux de combat. S'énervant facilement et d'une personnalité cynique, Anya a du mal à s'entendre avec ses coéquipiers, en particulier Kaikoku et Zakuro. En revanche, il est souvent montré avec Iride envers lequel il a un caractère légèrement protecteur.
Zakuro Oshigiri (忍霧 ザクロ, Oshigiri Zakuro)
Voix japonaise : Kōki Uchiyama,
Un joueur de jeux d'infiltration. Il est stoïque et se couvre la bouche avec un masque. Il a du mal à travailler avec Anya.
Himiko Inaba (伊奈葉ヒミコ, Inaba Himiko)
Voix japonaise : Manaka Iwami (ja),
Une streameuse de jeux de gestion et de simulation très timide qui porte des grenades assourdissantes pour se défendre.
Yuzu Roromori (路々森ユズ, Roromori Yuzu)
Voix japonaise : Kaori Nazuka,
Une streameuse de speedrun et de casse-têtes sarcastique qui aime bien embêter ses coéquipières, en particulier Karin. Elle a rencontré Akatsuki un an avant le début de l'histoire, lors d'un stream de ce dernier.
Makino Aikawa (逢河マキノ, Aikawa Makino)
Voix japonaise : Takuma Terashima (ja),
Un streamer de jeu de séduction. Selon Paka, il est extrêmement rare que Makino fait de longues phrases et il privilégie le regard aux mots.
Paka (パカ)
Voix japonaise : Kenjiro Tsuda,
Le mystérieux modérateur de la 13e Avenue du jeu The Ones Within, Genome. Il cache son visage derrière un masque d'alpaga. Malgré sa personnalité joviale et enjouée, il peut montrer un côté plus sombre et plus sérieux chaque fois qu'il fait face à une opposition de la part d'un des joueurs.

## Productions et supports

### Manga
Naka no Hito Genome [Jikkyōchū] (ナカノヒトゲノム【実況中】) est écrit et dessiné par Osora. Le manga est lancé dans le webzine Gene pixiv du service pixiv Comic en partenariat avec le magazine Monthly Comic Gene de Media Factory depuis 27 octobre 2014. Les chapitres sont rassemblés et édités dans le format tankōbon par Kadokawa Shoten avec le premier volume publié en juin 2015 ; la série compte à ce jour dix volumes tankōbon.

#### Liste des volumes
| no                                                       | Japonais         | Japonais                                                                   |
| no                                                       | Date de sortie   | ISBN                                                                       |
| -------------------------------------------------------- | ---------------- | -------------------------------------------------------------------------- |
| 1                                                        | 27 juin 2015     | 978-4-04-067642-5                                                          |
| 2                                                        | 27 octobre 2015  | 978-4-04-067901-3                                                          |
| 3                                                        | 27 avril 2016    | 978-4-04-068195-5                                                          |
| 4                                                        | 27 octobre 2016  | 978-4-04-068682-0                                                          |
| 5                                                        | 27 avril 2017    | 978-4-04-069160-2                                                          |
| 6                                                        | 27 novembre 2017 | 978-4-04-069476-4                                                          |
| 7                                                        | 26 mai 2018      | 978-4-04-069872-4                                                          |
| 8                                                        | 26 novembre 2018 | 978-4-04-065253-5                                                          |
| 9                                                        | 27 juin 2019     | 978-4-04-065781-3                                                          |
| 10                                                       | 27 février 2020, | 978-4-04-064247-5 (édition régulière) 978-4-04-064248-2 (édition spéciale) |
| EXTRA : L'édition spéciale de ce volume comporte un OAV. |                  |                                                                            |

### Anime
Une adaptation en anime a été révélée par le compte Twitter officiel du manga en mai 2018, ; qui a ensuite été annoncée comme étant une série télévisée d'animation en septembre 2018. Celle-ci est réalisée par Shin Ōnuma au sein du studio d'animation SILVER LINK. avec des scripts de Kento Shimoyama, des character designs fournis par Mizuki Takahashi et la bande originale composée par Junichi Satō du groupe fhána (ja) chez Lantis,. La série est diffusée pour la première fois au Japon entre le 7 juillet et le 22 septembre 2019 sur AT-X, et un peu plus tard sur Tokyo MX, BS11, KBS, SUN, TVA,. La série est composée de 12 épisodes répartis dans quatre coffrets Blu-ray/DVD. Anime Digital Network détient les droits de diffusion en simulcast de la série en France, en Belgique, en Luxembourg, en Suisse, en Andorre et à Monaco.
La production d'un nouvel épisode a été annoncée le 29 septembre 2019 à laquelle l'auteur de la série, Osora, participe à l'écriture de cet épisode,. Cet OAV est sorti avec l'édition spéciale du 10e volume, publié le 27 février 2020.
La chanson de l'opening de la série, intitulée not GAME, est interprétée par Tasuku Hatanaka (ja), tandis que celle de l'ending, Boku o mitsukete (僕を見つけて), est produite par le groupe fhána (ja).

#### Liste des épisodes
| No  | Titre en français         | Titre original              | Date de 1re diffusion |
| --- | ------------------------- | --------------------------- | --------------------- |
| 1   | Are We Friends            | ARE WE FRIENDS              | 7 juillet 2019        |
| 2   | Born This Way             | BORN THIS WAY               | 14 juillet 2019       |
| 3   | Clumsy Pretender          | CLUMSY PRETENDER            | 21 juillet 2019       |
| 4   | Daydream & Nightmare      | DAYDREAM AND NIGHTMARE      | 28 juillet 2019       |
| 5   | Dusk and Dawn             | DUSK AND DAWN               | 4 août 2019           |
| 6   | Erase My Reality          | ERASE MY REALITY            | 11 août 2019          |
| 7   | Footsteps Outisde         | FOOTSTEPS OUTSIDE           | 18 août 2019          |
| 8   | Glimpse of Adulthood      | GLIMPSE OF ADULTHOOD        | 25 août 2019          |
| 9   | Heaven White & Hell Black | HEAVEN WHITE AND HELL BLACK | 1er septembre 2019    |
| 10  | Hold and Let Go           | HOLD ON AND LET GO          | 8 septembre 2019      |
| 11  | Isolated Soul             | ISOLATED SOUL               | 15 septembre 2019     |
| 12  | Journey Goes On           | JOURNEY GOES ON             | 22 septembre 2019     |
| OAV | Knots of Memories         | KNOTS OF MEMORIES           | 27 février 2020       |

### Sources
1. 1 2  (en) Lynzee Loveridge, « Monthly Comic Gene Will Launch Online Comic Site With Pixiv in October : 'Gene pixiv' site will feature spinoffs, new works by Comic Gene artists, pixiv authors », sur Anime News Network, 16 septembre 2014 (consulté le 7 juillet 2019)
2. 1 2  (ja) « 「ナカノヒトゲノム【実況中】」アニメ化進行中！実況者が生死を賭け1億再生目指す », sur natalie.mu,‎ 30 juin 2019 (consulté le 7 juillet 2019)
3. 1 2  (ja) « ジーンピクシブ創刊「飼い主獣人～」など連載 », sur natalie.mu,‎ 27 octobre 2014 (consulté le 7 juillet 2019)
4. 1 2  (ja) « アニメ「ナカノヒトゲノム【実況中】」は7月7日開始、キャスト出演の生配信も », sur natalie.mu,‎ 7 juin 2019 (consulté le 7 juillet 2019)
5. 1 2  (ja) « ONAIR 放送情報 », sur Site officiel (consulté le 7 juillet 2019)
6. 1 2 3 4 5 6 7 8 9 10  (ja) « CAST & STAFF キャスト＆スタッフ », sur Site officiel (consulté le 7 juillet 2019)
7. 1 2 3 4 5 6  (en) Crystalyn Hodgkins, « Naka no Hito Genome [Jikkyōchū] TV Anime's 1st Promo Video Reveals Cast, Staff : Daiki Yamashita, Akari Kitō star in series about game streamers in life-or-death struggle », sur Anime News Network, 14 septembre 2018 (consulté le 7 juillet 2019)
8. 1 2 3 4 5  (en) Crystalyn Hodgkins, « Naka no Hito Genome [Jikkyōchū] TV Anime Reveals July Premiere, Visual, More Cast : Manaka Iwami, Kenjiro Tsuda, more join cast », sur Anime News Network, 18 mars 2019 (consulté le 7 juillet 2019)
9. ↑  (ja) « 【6月27日付】本日発売の単行本リスト », sur natalie.mu,‎ 27 juin 2015 (consulté le 7 juillet 2019)
10. ↑  (ja) « 【2月27日付】本日発売の単行本リスト », sur natalie.mu,‎ 27 février 2020 (consulté le 5 mars 2020)
11. 1 2  (en) Crystalyn Hodgkins, « The Ones Within Anime's Unaired Episode Previewed in Video : Episode to be bundled with manga's 10th volume on February 27, 2020 », sur Anime News Network, 20 octobre 2018 (consulté le 20 octobre 2019)
12. ↑  (en) Jennifer Sherman, « Osora's Naka no Hito Genome [Jikkyōchū] Manga Gets Anime : Story of game streamer in life-or-death struggle debuted in 2014 », sur Anime News Network, 23 mai 2018 (consulté le 7 juillet 2019)
13. ↑  (ja) « Blu-ray & DVD : ナカノヒトゲノム【実況中】　Vol.4 », sur Site officiel (consulté le 9 juillet 2019)
14. ↑  Espritotaku, « LES SIMULCASTS ADN DE L’ÉTÉ 2019 », sur espritotaku.fr, 2 juillet 2019 (consulté le 7 juillet 2019)
15. ↑  (ja) « アニメ「ナカノヒトゲノム【実況中】」おそらも協力の新作エピソード制作決定 », sur natalie.mu,‎ 29 septembre 2019 (consulté le 1er octobre 2019)
16. ↑  (en) Crystalyn Hodgkins, « The Ones Within Anime Gets New Unaired Episode : Manga creator Osora to cooperate on script for new episode », sur Anime News Network, 29 septembre 2019 (consulté le 1er octobre 2019)
17. ↑  (ja) « MUSIC 音楽 », sur Site officiel (consulté le 7 juillet 2019)

### Œuvres
Édition japonaise
1. 1 2  (ja) « ナカノヒトゲノム【実況中】　１ », sur Kadokawa (consulté le 7 juillet 2019)
2. 1 2  (ja) « ナカノヒトゲノム【実況中】　２ », sur Kadokawa (consulté le 7 juillet 2019)
3. 1 2  (ja) « ナカノヒトゲノム【実況中】　３ », sur Kadokawa (consulté le 7 juillet 2019)
4. 1 2  (ja) « ナカノヒトゲノム【実況中】　４ », sur Kadokawa (consulté le 7 juillet 2019)
5. 1 2  (ja) « ナカノヒトゲノム【実況中】　５ », sur Kadokawa (consulté le 7 juillet 2019)
6. 1 2  (ja) « ナカノヒトゲノム【実況中】　６ », sur Kadokawa (consulté le 7 juillet 2019)
7. 1 2  (ja) « ナカノヒトゲノム【実況中】　７ », sur Kadokawa (consulté le 7 juillet 2019)
8. 1 2  (ja) « ナカノヒトゲノム【実況中】　８ », sur Kadokawa (consulté le 7 juillet 2019)
9. 1 2  (ja) « ナカノヒトゲノム【実況中】　９ », sur Kadokawa (consulté le 7 juillet 2019)
10. 1 2  (ja) « ナカノヒトゲノム【実況中】　１０ », sur Kadokawa (consulté le 5 mars 2020)
11. 1 2  (ja) « ナカノヒトゲノム【実況中】　１０　アニメＤＶＤ付き特装版 », sur Kadokawa (consulté le 20 octobre 2019)